# Zur Schicht

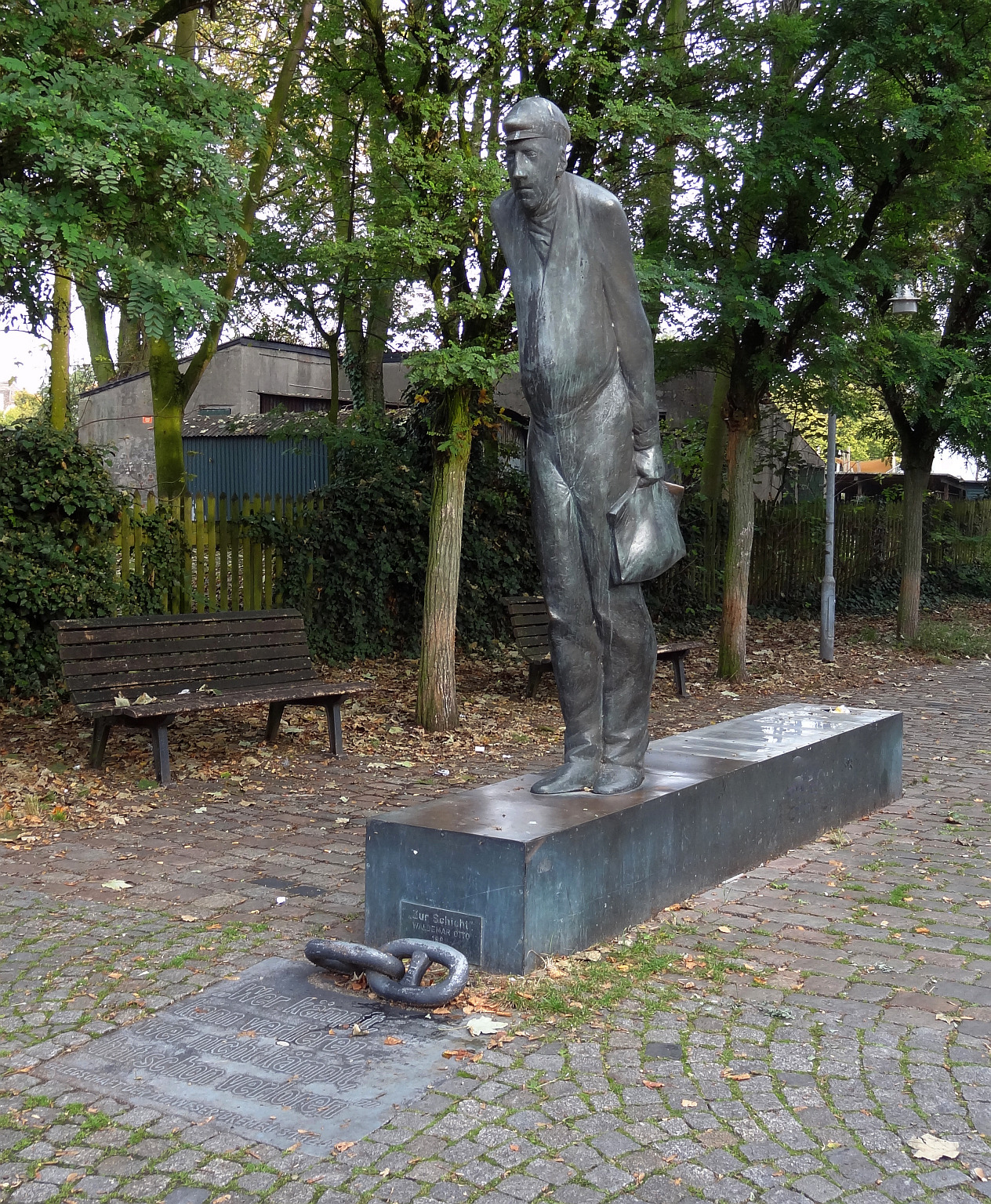
Zur Schicht

Die Skulptur  Zur Schicht steht in Bremen-Gröpelingen, Ecke Lindenhofstraße/ Dockstraße. Sie wird in der Liste der Denkmale und Standbilder der Stadt Bremen geführt.  
Die Plastik Zur Schicht in Bronze von 1983 stammt vom Bildhauer Waldemar Otto. Von ihm stammen in Bremen noch u. a. die Bronzewerke wie Begegnung (1976) in Vegesack, Massensport (1979) auf dem Boulevard der Universität, Großer Hephaistos II (1991), Schwachhauser Heerstraße 240, Großer Bacchus II (1992) in Hemelingen, Hannoversche Straße 6, Neptunbrunnen (1993) auf dem Domshof und Agamemnon (2003) in Mitte, Präsident-Kennedy-Platz.
Die schmale überlebensgroße Figur erinnert an das Arbeitsleben sowie die politischen Kämpfe und Werftbesetzung der ehemaligen Werftarbeiter der AG Weser von 1983, die hier zur Schicht gingen. Hier versammelten sich die Arbeiter und demonstrierten für den Erhalt der Werft. Als sie die Besetzung abbrechen mussten, platzierten sie ein halbes Jahr später vor das Kunstwerk eine gusseiserne Platte mit dem Brechtzitat: „Wer kämpft, kann verlieren; wer nicht kämpft, hat schon verloren“.
„Kämpferisch oder heldenhaft wirkt die Figur nicht,...Otto verzichtet auf jegliches Pathos, seine realisische Plastik passt zu Gröpelingen“, so beschreibt der Weser-Kurier die Skulptur.
Bereits 1982 wurde eine entsprechende Plastik von Waldemar Otto in der Marktstraße in Wilhelmshaven aufgestellt.